# رایانش توزیع‌شده
رایانش توزیع‌شده (به انگلیسی: Distributed computing) یک زمینه از علوم رایانه است، که در آن به سیستم‌های توزیع‌شده پرداخته می‌شود. یک سیستم توزیع‌شده از چندین رایانه خودکار تشکیل شده که توسط یک شبکه رایانه‌ای با هم دیگر در ارتباط اند. کامپیوترها با هم ارتباط برقرار می‌کنند تا به یک هدف مشترک برسند. یک برنامه کامپیوتری که در یک سیستم توزیع‌شده اجرا می‌شود، یک برنامه توزیع‌شده نامیده می‌شود و به فرایند نوشتن چنین برنامه‌هایی برنامه‌نویسی توزیع‌شده گفته می‌شود.
رایانش توزیع‌شده همچنین به استفاده از سیستم‌های توزیع‌شده برای حل مسائل محاسباتی گفته می‌شود. در رایانش توزیع‌شده یک مسئله به وظایف مختلف تقسیم می‌شود که هر کدام از آن‌ها توسط یک کامپیوتر یا بیشتر حل می‌شود.این وظایف از طریق ارسال پیام با یکدیگر در ارتباط هستند.

## تعریف
کلمه توزیع‌شده در اصطلاحات «سیستم‌های توزیع‌شده» و «برنامه‌نویسی توزیع‌شده» و «الگوریتم توزیع‌شده» در واقع به شبکه‌های کامپیوتری گفته می‌شود که در آن کامپیوترهای شخصی به‌طور فیزیکی در برخی مناطق جغرافیایی توزیع می‌شوند.
رایانش توزیع‌شده یا توزیع‌یافته به دسته‌ای از محاسبات رایانه‌ای گفته می‌شود که در آن دو، یا معمولاً چند کامپیوتر از طریق یک شبکه رایانه‌ای به هم متصل شده و با استفاده از یک الگوریتم موازی بار محاسباتی مابین آن‌ها توزیع می‌شود.
در همه موارد نمی‌توان از این روش استفاده کرد، تکلیفی که می‌خواهیم از طریق محاسبات توزیع‌شده انجام گیرد باید قابلیت تقسیم شدن به چند تکه کوچک‌تر را داشته باشد. جستجو از جمله تکالیفی است که بالاترین موفقیت را در محاسبات توزیع‌شده دارد.